# Santa Bárbara (Suchitepéquez)
Santa Bárbara è un comune del Guatemala facente parte del dipartimento di Suchitepéquez.